# Fayetteville Patriots
Fayetteville Patriots es un equipo de baloncesto estadounidense ya desaparecido, que jugó en la NBA Development League, la Liga de Desarrollo auspiciada por la NBA, entre los años 2001 y 2006. Tenía su sede en la localidad de Fayetteville, en el estado de Carolina del Norte. Disputaban sus partidos en el Cumberland County Crown Coliseum, un estadio con capacidad para 8500 espectadores.

## Historia
El equipo fue fundado en 2001, consiguiendo ser uno de los ocho elegidos para el estreno de la NBA D-League. Su mayor éxito lo logró en su segunda temporada, cuando consiguió llegar a la final del campeonato, siendo derrotados por los también desaparecidos Mobile Revelers por 2 a 1.
El 2 de mayo de 2006, la NBA Development League decidió no renovar su participación en la liga a los Patriots, desapareciendo el equipo.

## Trayectoria
Esta es la trayectoria de los Patriots en la NBADL:
| Temporada | Ganados | Perdidos | Clasificación |
| --------- | ------- | -------- | ------------- |
| 2001-2002 | 21      | 35       | 7º            |
| 2002-2003 | 33      | 19       | Subcampeón    |
| 2003-2004 | 21      | 26       | 4º            |
| 2004-2005 | 17      | 31       | 5º            |
| 2005-2006 | 16      | 32       | 8º            |

## Jugadores destacados
- Gerald Green (Houston Rockets)
- Chris Andersen (Miami Heat)
- Amir Johnson (Detroit Pistons)
- Alex Acker (Detroit Pistons)

## Entrenadores
| Temp.   | Entrenador     | Temp. Regular | Playoffs | Campeonatos |
| ------- | -------------- | ------------- | -------- | ----------- |
| 2001-02 | Nate Archibald | 5-17          | -        | -           |
| 2001-04 | Jeff Capel     | 66-60         | 0-3      | -           |
| 2002-03 | Sam Worthen    | 3-1           | -        | -           |
| 2004-06 | Mike Brown     | 33-63         | -        | -           |